# Ophiarachnella parvispina
Ophiarachnella parvispina är en ormstjärneart som beskrevs av Hubert Lyman Clark 1925. Ophiarachnella parvispina ingår i släktet Ophiarachnella och familjen Ophiodermatidae. Inga underarter finns listade i Catalogue of Life.